# گوراکشاسانا

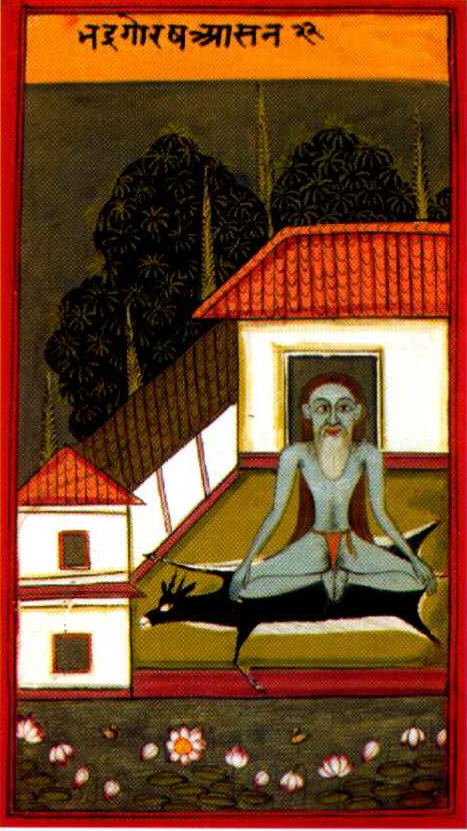
«بهادراگوراخاسانا» در نسخهٔ مصور سال ۱۸۳۰ از جوگا پرادیپیکا

گوراکشاسانا (به سانسکریت: गोरक्षासन، IAST: Gorakṣāsana) آسانای نشسته در هاتا یوگا است. از آن برای مدیتیشن و در تمرین تانتریک استفاده می‌شود.

## ریشه‌شناسی و ریشه‌ها
این حالت به خاطر حکیم گوراخناث، بنیانگذار سنت یوگا ناث، که گفته می‌شود از این حالت برای مدیتیشن استفاده کرده‌است، نامگذاری شده‌است. بر این اساس توسط پیروان او، تمرین می‌شود. گفته می‌شود که کندالینی را بیدار می‌کند و روند پیری را متوقف می‌کند.
گوراکشاسانا منشأ قرون وسطایی دارد که در متون هاتا یوگا و هاتا یوگا پرادیپیکا توصیف شده‌است.

## شرح
حالت نشسته به خود گرفته و کف پاها به هم فشرده شده و زانوها روی زمین است، مانند بادها کوناسانا با این تفاوت که پاشنه‌ها در زیر بدن قرار دارند.